# Hyper Scape
Hyper Scape byla free-to-play střílečka z pohledu první osoby, kterou vyvinulo studio Ubisoft Montreal a vydal Ubisoft. Byla vydána 11. srpna 2020 pro platformy Microsoft Windows, PlayStation 4 a Xbox One. Otevřená beta verze byla zpřístupněna 12. července 2020 pro Microsoft Windows. Hra byla dostupná také na konzolích PlayStation 5 a Xbox Series X/S, a to prostřednictvím zpětné kompatibility. Dne 28. dubna 2022 byly servery hry vypnuty.

## Zasazení
Videohra se odehrává roku 2054 v Neo-Arcadii, které je součástí metavesmíru společnosti Prisma Dimensions. V něm hráči bojují proti sobě ve sportu zvaném Crown Rush. Prostředí bylo přirovnáno k videohře Oasis z knihy Ready Player One: Hra začíná.

## Hratelnost
Hlavní mód hry je podobný jiným battle royale videohrám. Každý z až 100 hráčů na mapě, která se v průběhu hry pomalu zmenšuje, se snaží porazit ostatní a vyhrát hru. Hyper Scape je specifické tím, že na rozdíl od jiných her, ve kterých se kruh postupně zmenšuje, v ní náhodně mizí sektory (oblasti). Dále se liší tím, že po zmizení posledního sektoru se na mapě objeví koruna. Pokud jí hráč získá a dokáže udržet po dobu 60 sekund, je automaticky vyhlášen vítězem. Hra také skončí v případě, že zůstane na živu pouze jeden hráč nebo tým.